# Poondi Kumaraswamy
Ponnambalam Kumaraswamy, anche noto come Poondi Kumaraswamy (1930 – 9 marzo 1988), è stato un ingegnere e idrologo indiano.
Sviluppò una variabile casuale limitata, oggi nota come variabile casuale di Kumaraswamy,
utilizzata in applicazioni ingegneristiche.

## Scritti
- "A generalized probability density function for double-bounded random processes". Journal of Hydrology, 1980